# Satory

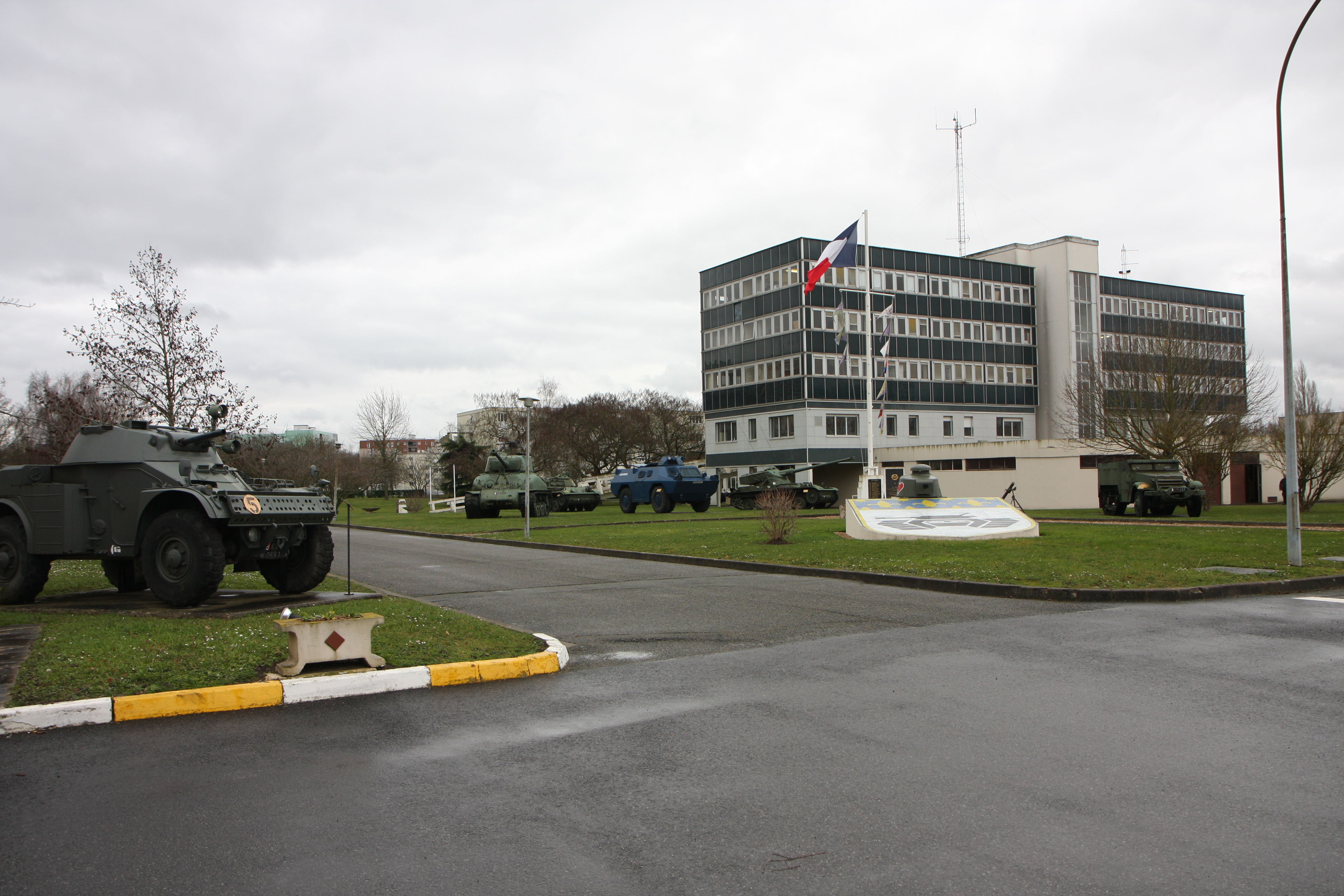

Satory ist ein Quartier im Süden der französischen Stadt Versailles. Besonders bekannt ist das Stadtviertel für seine zahlreichen militärischen Einheiten. So befinden sich in Satory das 5. Pionierregiment, eine Einheit der Gendarmerie nationale mit gepanzerten Fahrzeugen sowie die Groupe d’intervention de la gendarmerie nationale (GIGN).
Während der Olympischen Sommerspiele 1900 in Paris war das Camp de Satory Austragungsort der Schießwettkämpfe.
Ab 1967 wurde von den Organisationen „Direction générale de l’armement“ und „French company for armament equipment (SOFMA)“ Veranstaltungen auf dem Militärgelände von Satory organisiert. Diese waren Vorläufer der Eurosatory.
Koordinaten: 48° 47′ N, 2° 7′ O